# Csehszlovákia címere

A Csehszlovák Szocialista Köztársaság címere 1960 és 1990 között

Csehszlovákia címere 1920 és 1960 között

Csehszlovákia címerének központi eleme vörös alapon ágaskodó, aranykoronás fehér oroszlán, rajta a szlovákok kettős keresztet ábrázoló címerével. A címert 1920-ban Csehszlovákia megalakulásakor fogadták el. 1960-ban módosítottak rajta és lecserélték a szlovák címert, a korona helyére pedig felkerült a munkásmozgalmat szimbolizáló vörös csillag. 

## Az első Csehszlovák Köztársaság címere (1918–1938) és a háború utáni (1945–1960)

Csehszlovákia kis címere (1918–1938) és (1945–1960) között
Csehszlovákia közép címere (1920–1939)
Csehszlovákia nagy címere (1918–1938) és (1945–1960) között

## Megszállt Csehszlovákia
1938 és 1945 között Csehszlovákia német megszállásakor változtattak a címeren. 

A Cseh–Morva Protektorátus kis címere
A Cseh–Morva Protektorátus nagy címere
Gau Szudétavidék címere
Az Első Szlovák Köztársaság címere.
A Magyarországhoz visszakerült területeken (Felvidék, Kárpátalja) használt címer.

## Csehszlovák Szocialista Köztársaság (1960–1990)

Csehszlovákia címere (1960–1990)
A Szlovák Szocialista Köztársaság címere (1960–1990) (de facto)

## Csehszlovák Szövetségi Köztársaság

Csehszlovákia címere (1990–1992)
A Cseh Köztársaság kis címere (1990–1992)
A Szlovák Köztársaság címere (1990–1992)